# Mimallonidae
Mimallonidae là một họ bướm đêm gấu trong bộ cánh vẩy, là họ duy nhất trong liên họ Mimallonoidea.

## Chi
Họ này gồm các chi
- Aceclostria
- Adalgisa
- Aleyda
- Alheita
- Bedosia
- Biterolfa
- Cicinnus
- Druentica
- Eadmuna
- Euphaneta
- Gonogramma
- Lacosoma
- Lurama
- Macessoga
- Menevia
- Mimallo
- Naniteta
- Pamea
- Psychocampa
- Ptochopsyche
- Reinmara
- Roelmana
- Roelofa
- Tarema
- Tolypeda
- Trogoptera
- Ulmara
- Vanenga
- Zaphanta